# Парк дитячого санаторію «Хаджибей»
Парк дитя́чого санато́рію «Хаджибе́й» — парк-пам'ятка садово-паркового мистецтва місцевого значення в Україні. Об'єкт розташований на території Одеського району Одеської області, в селі Холодна Балка. 
Площа — 32,6 га. Статус отриманий у 1973 році. Перебуває у віданні дитячого санаторію «Хаджибей» (к. 2). 

## Галерея

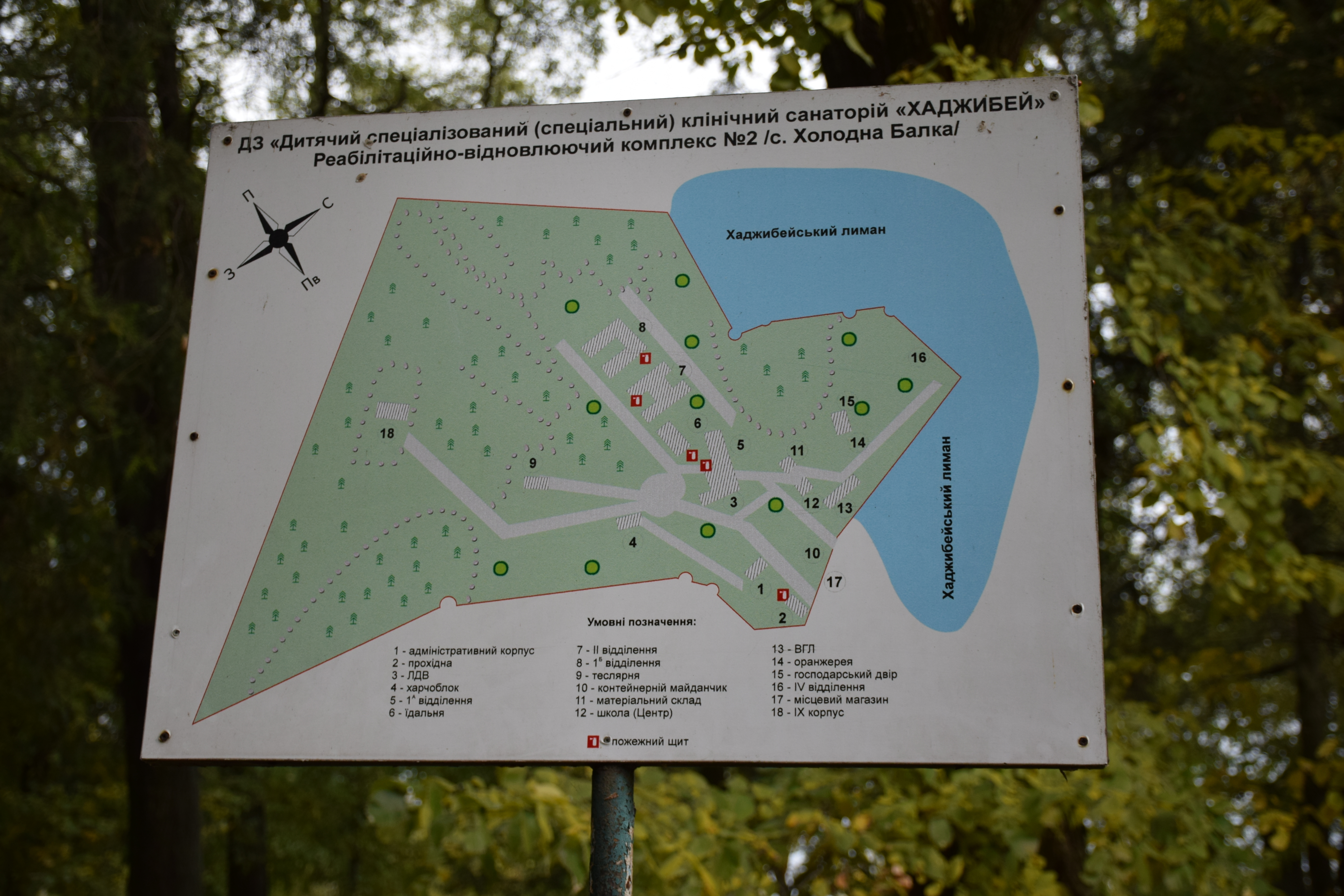
Карта-схема дитячого санаторію
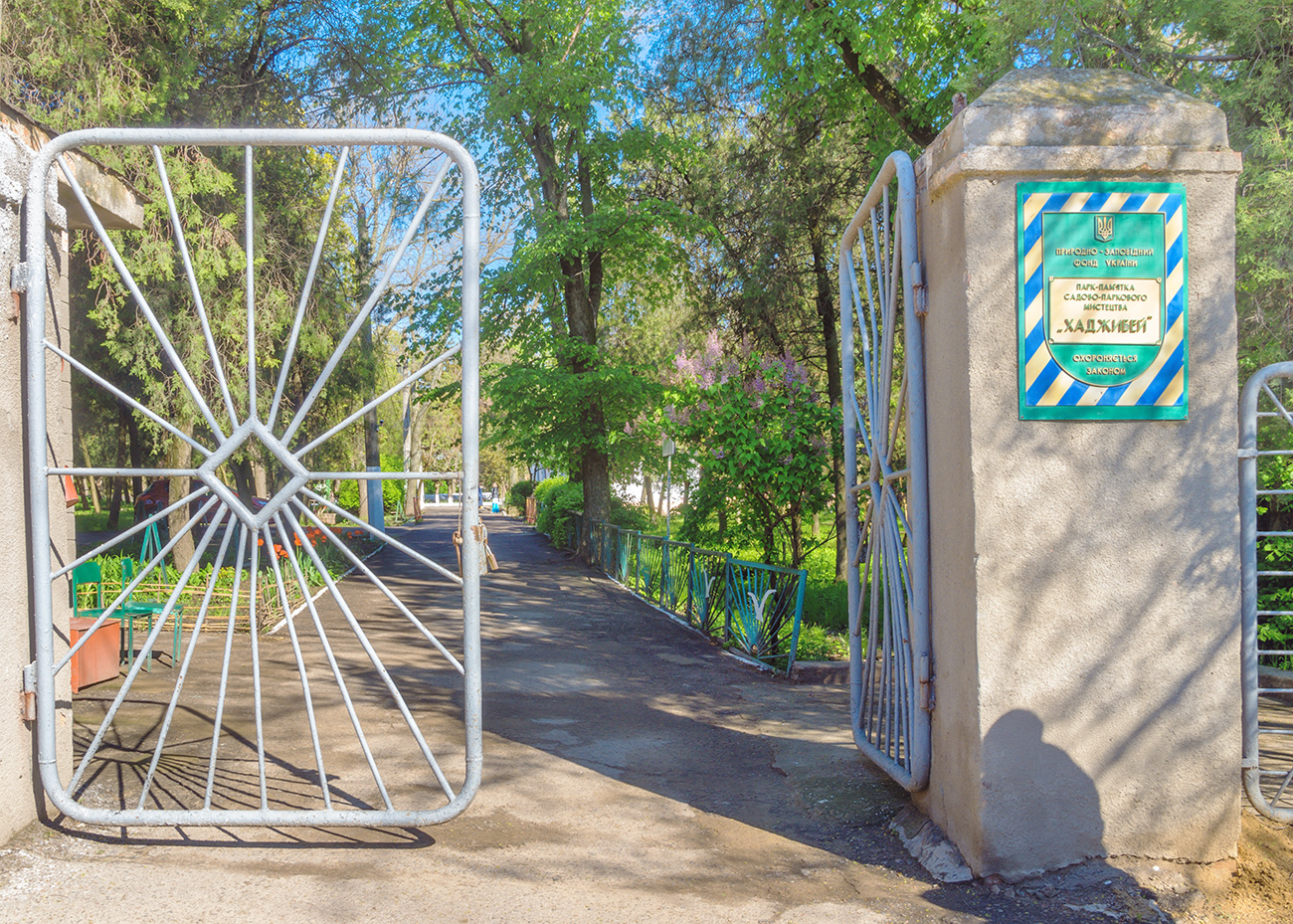
Вхідні ворота в Хаджибейський санаторій
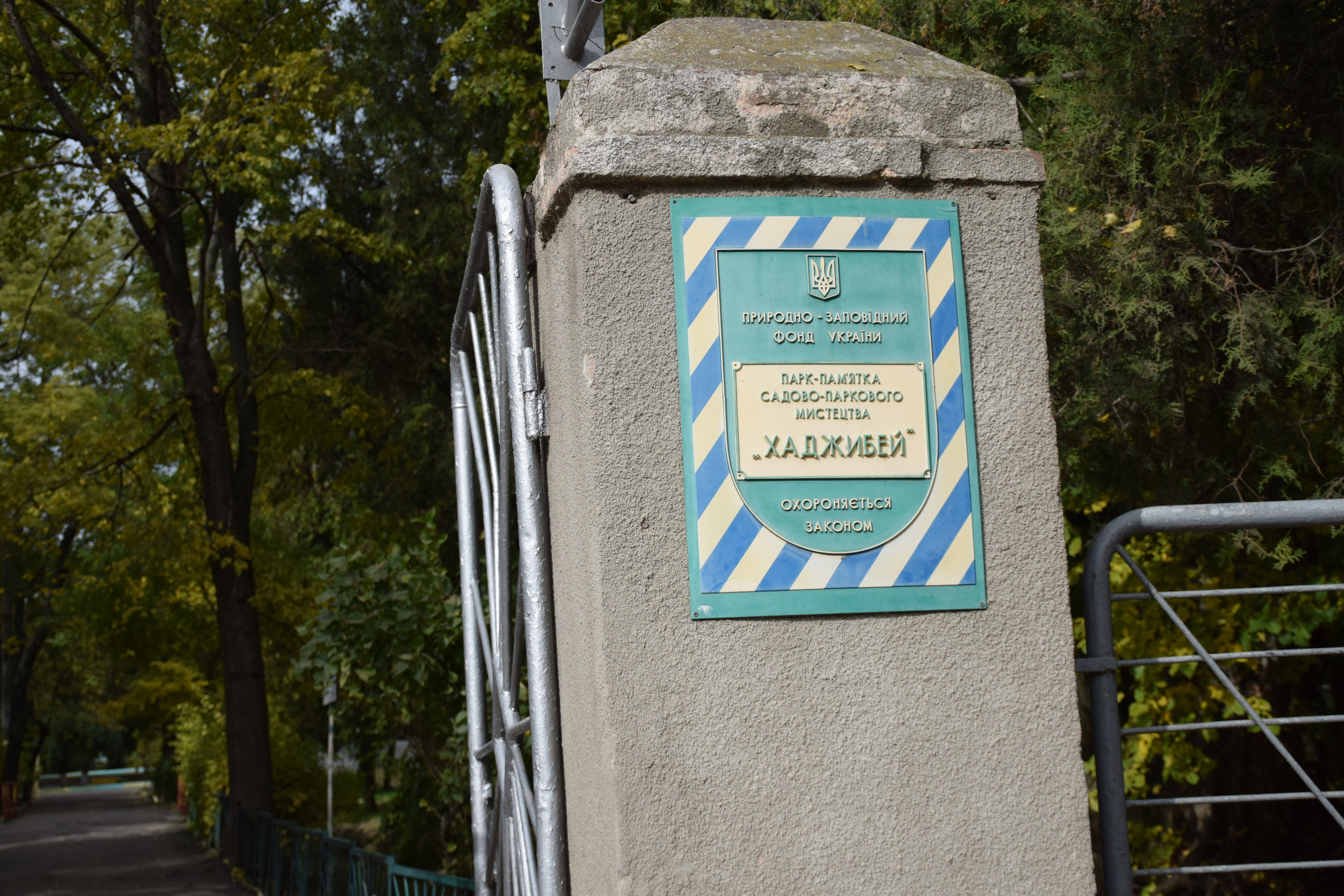
Вхід до парку та дитячого санаторію «Хаджибей»
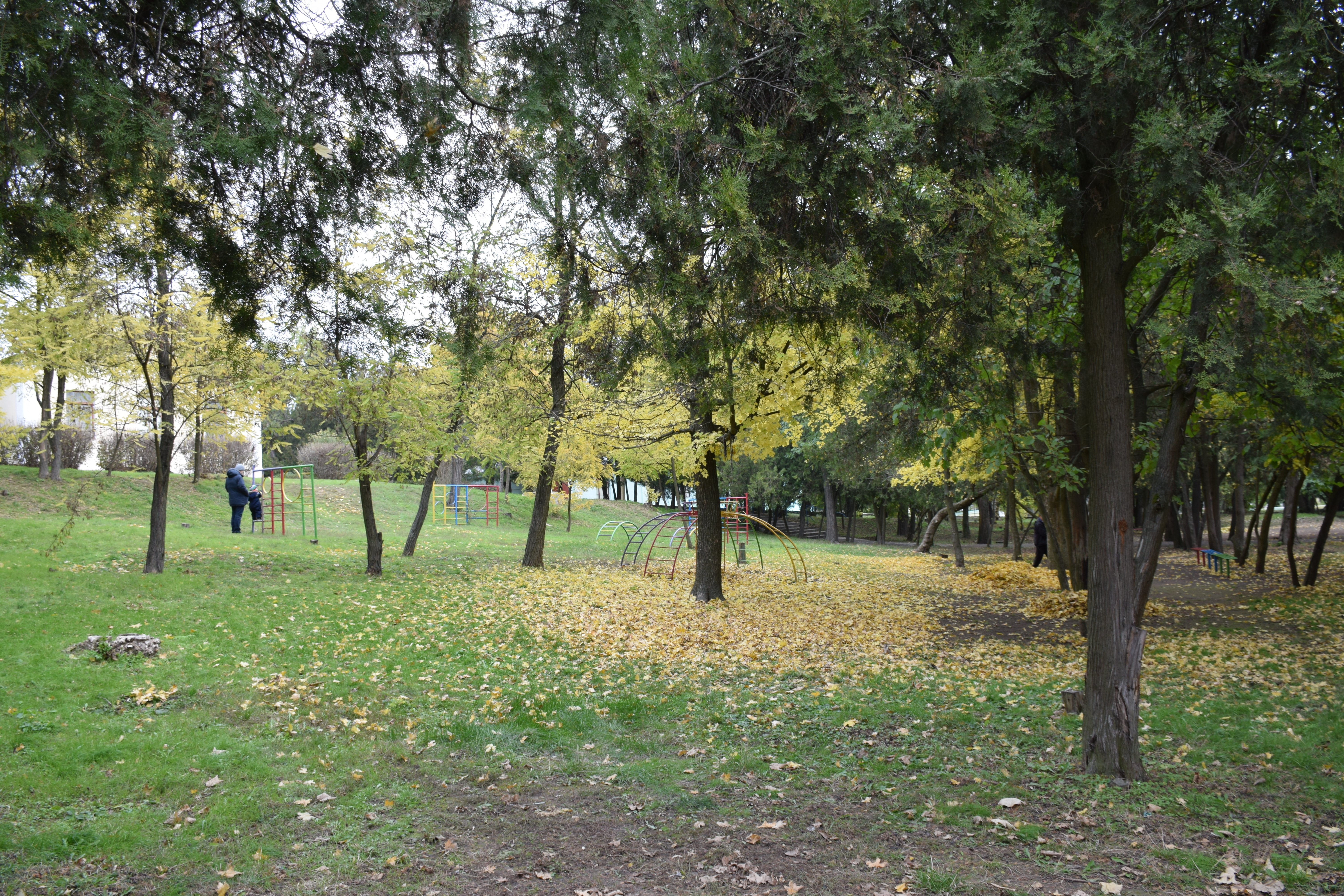
Дитячий майданчик восени
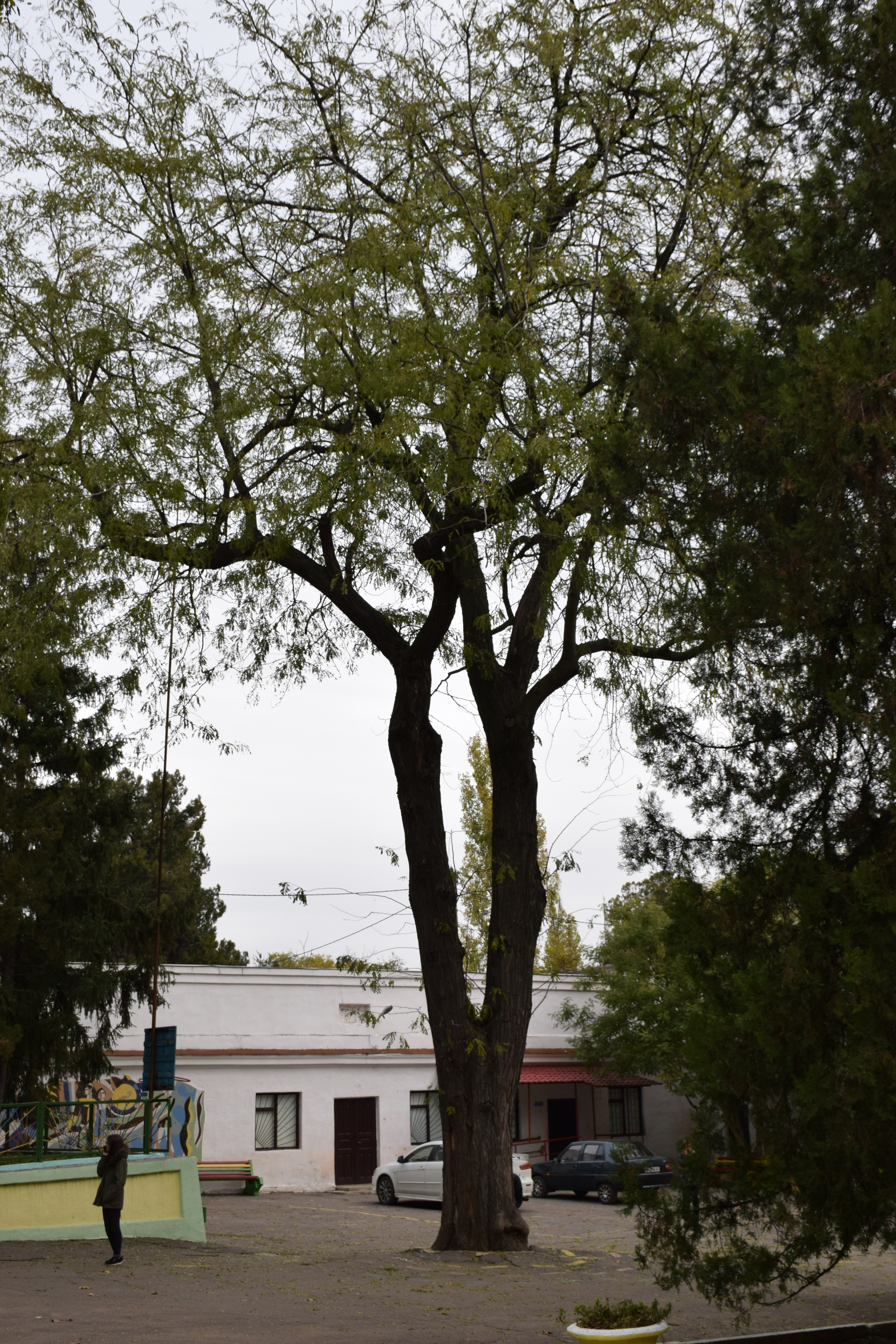
На території трапляються старі дерева
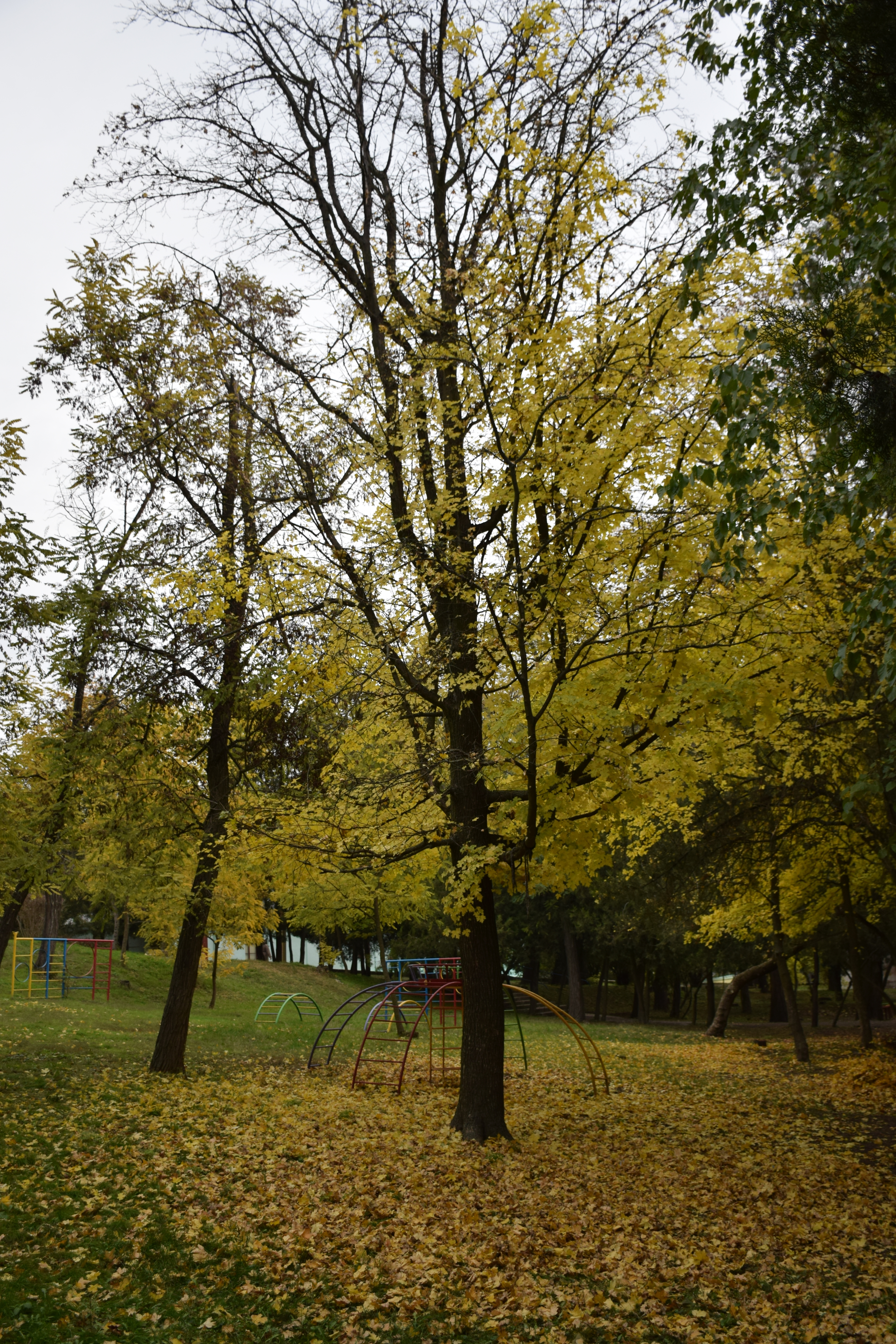
Парк восени
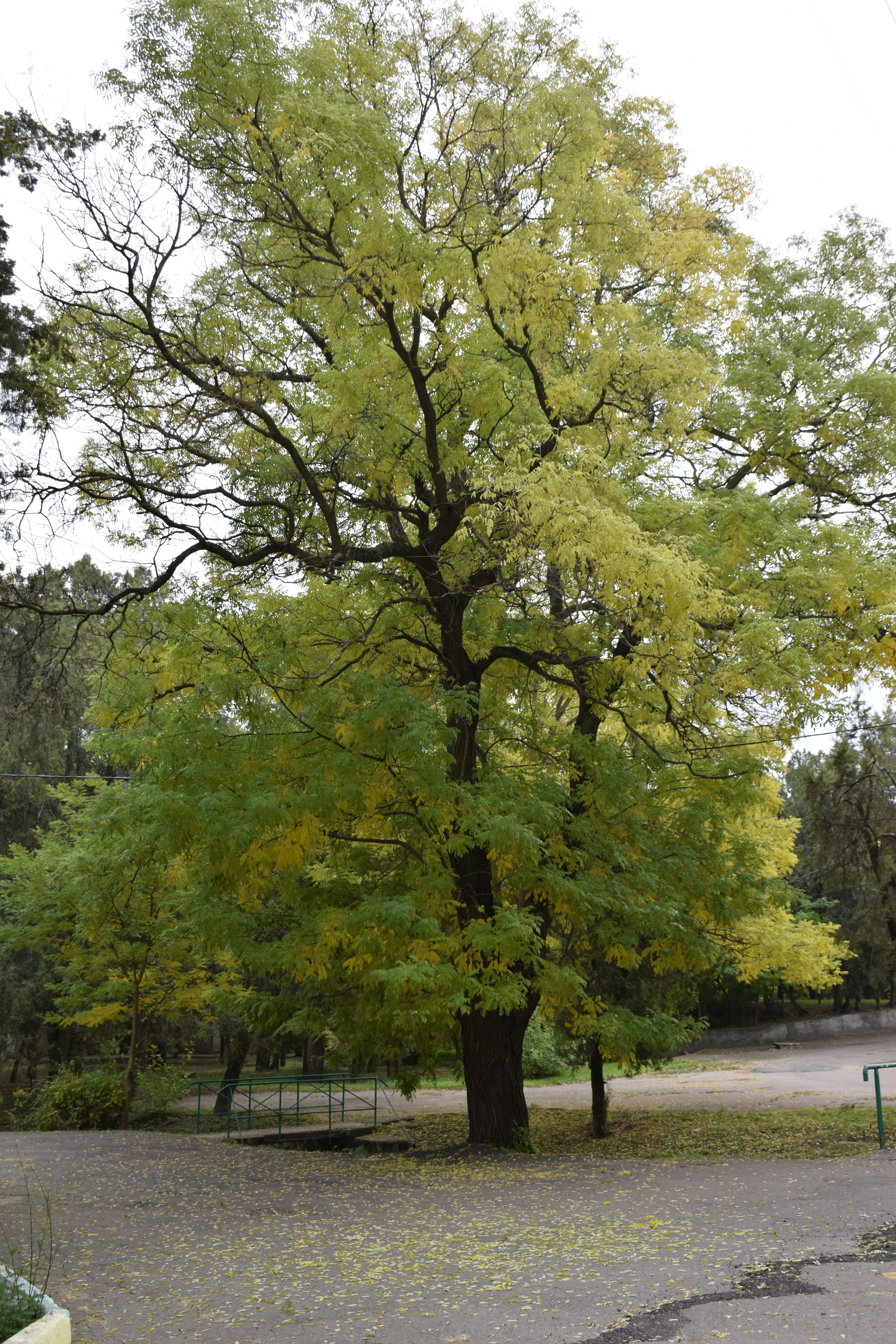
Софора японська
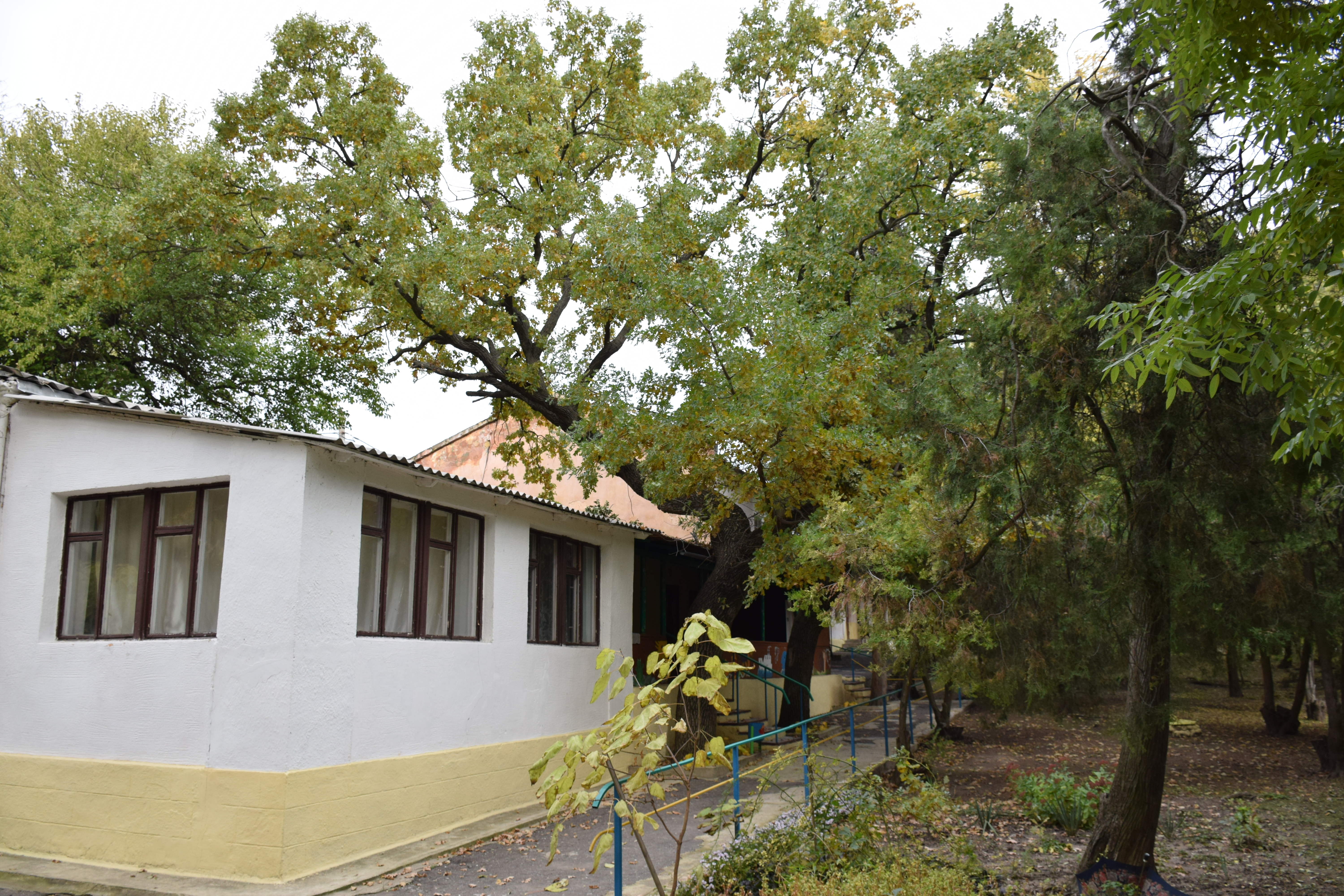
Старі дуби біля бібліотеки
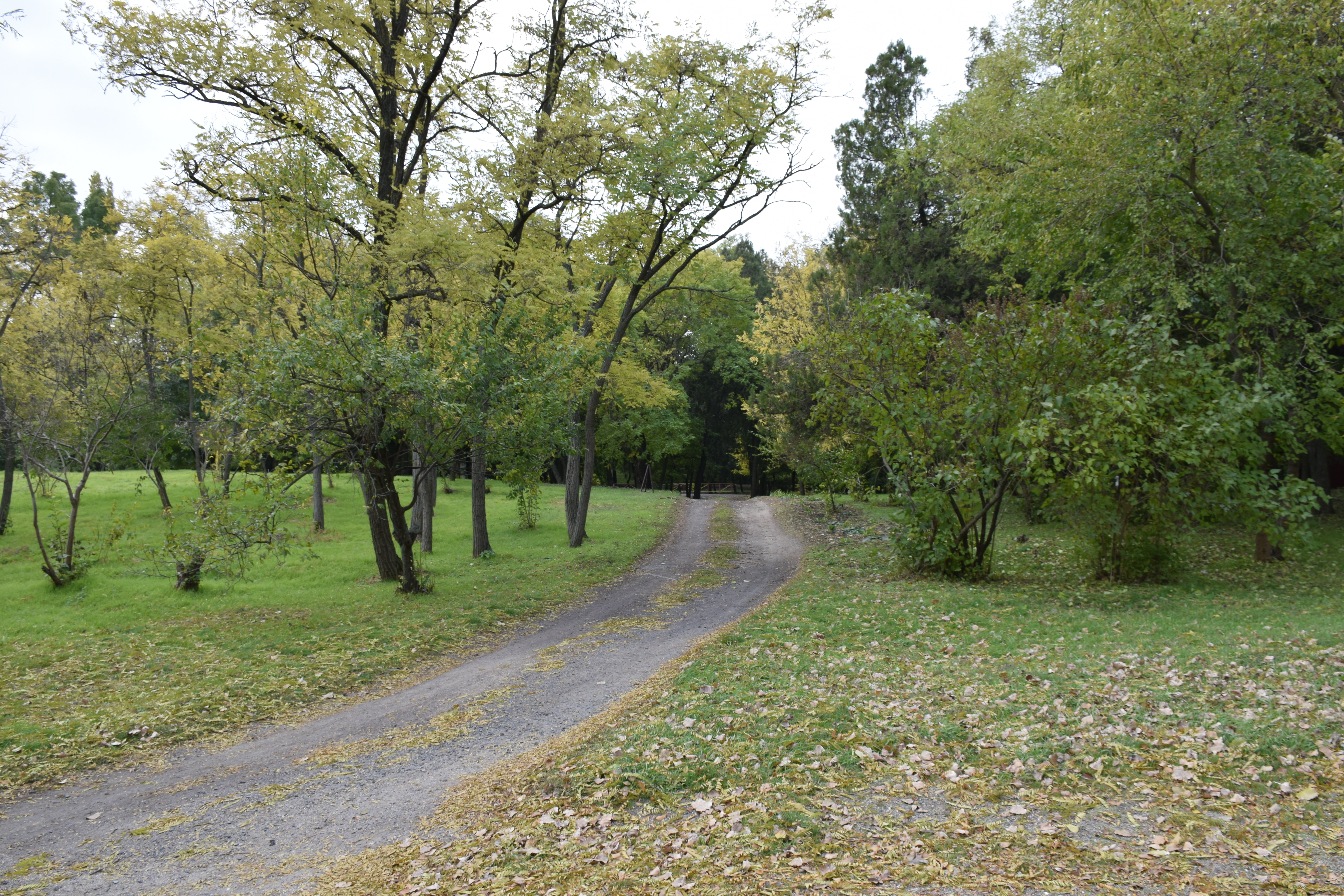
Стежка у парку
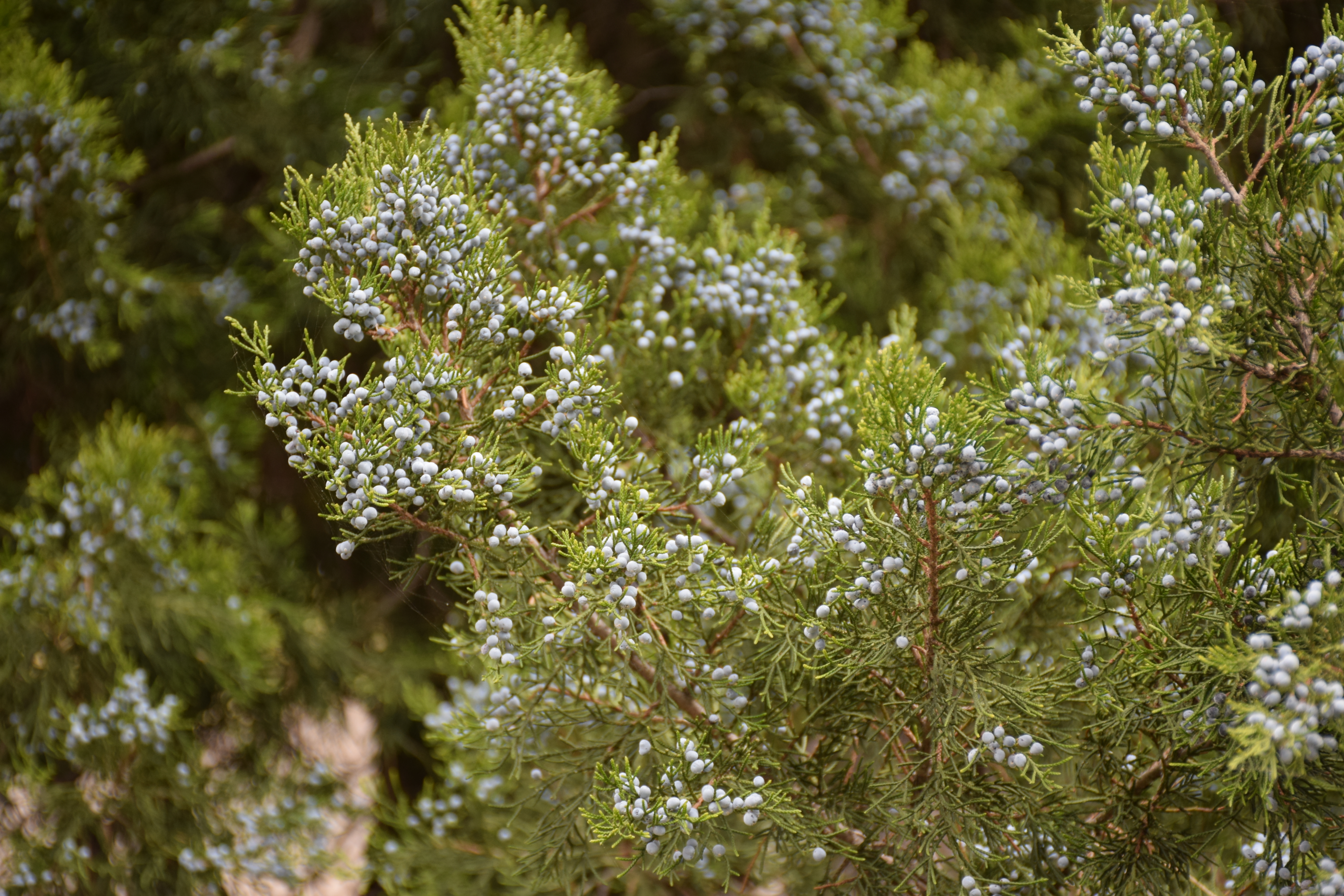
Ялівець віргінський
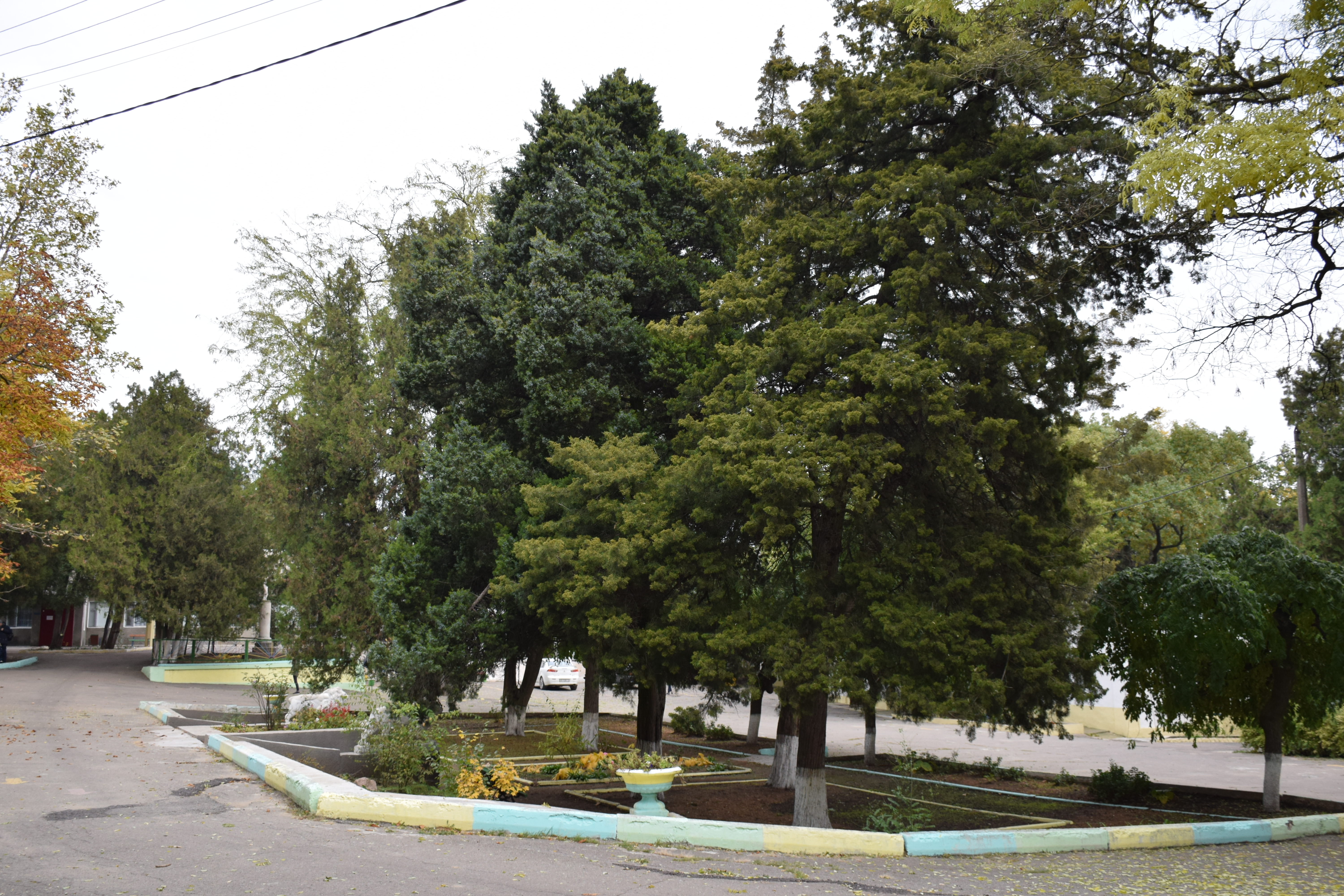
Дерева родини кипарисових
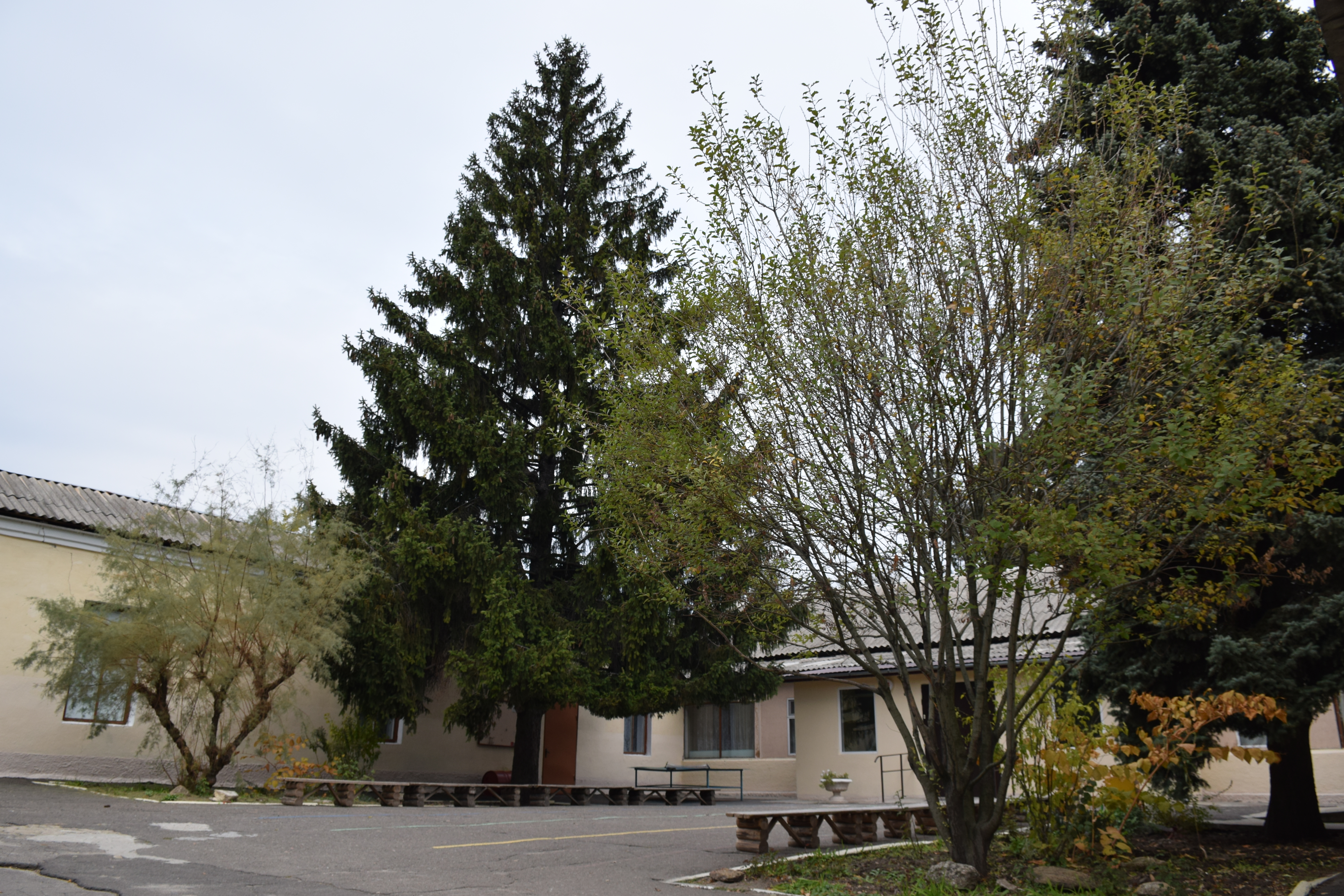
Ялини-рекордсмени
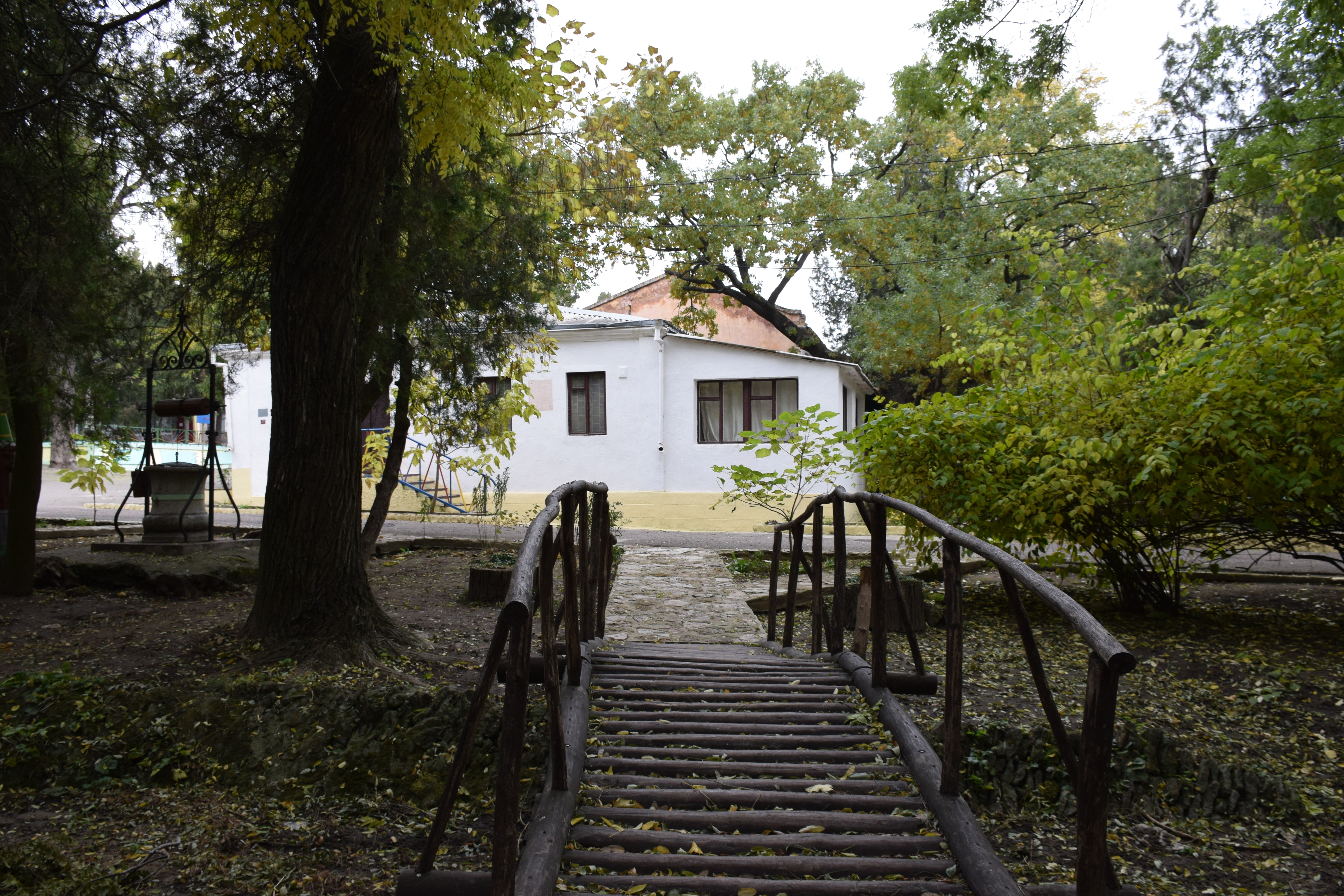
Вид на бібліотеку у парку
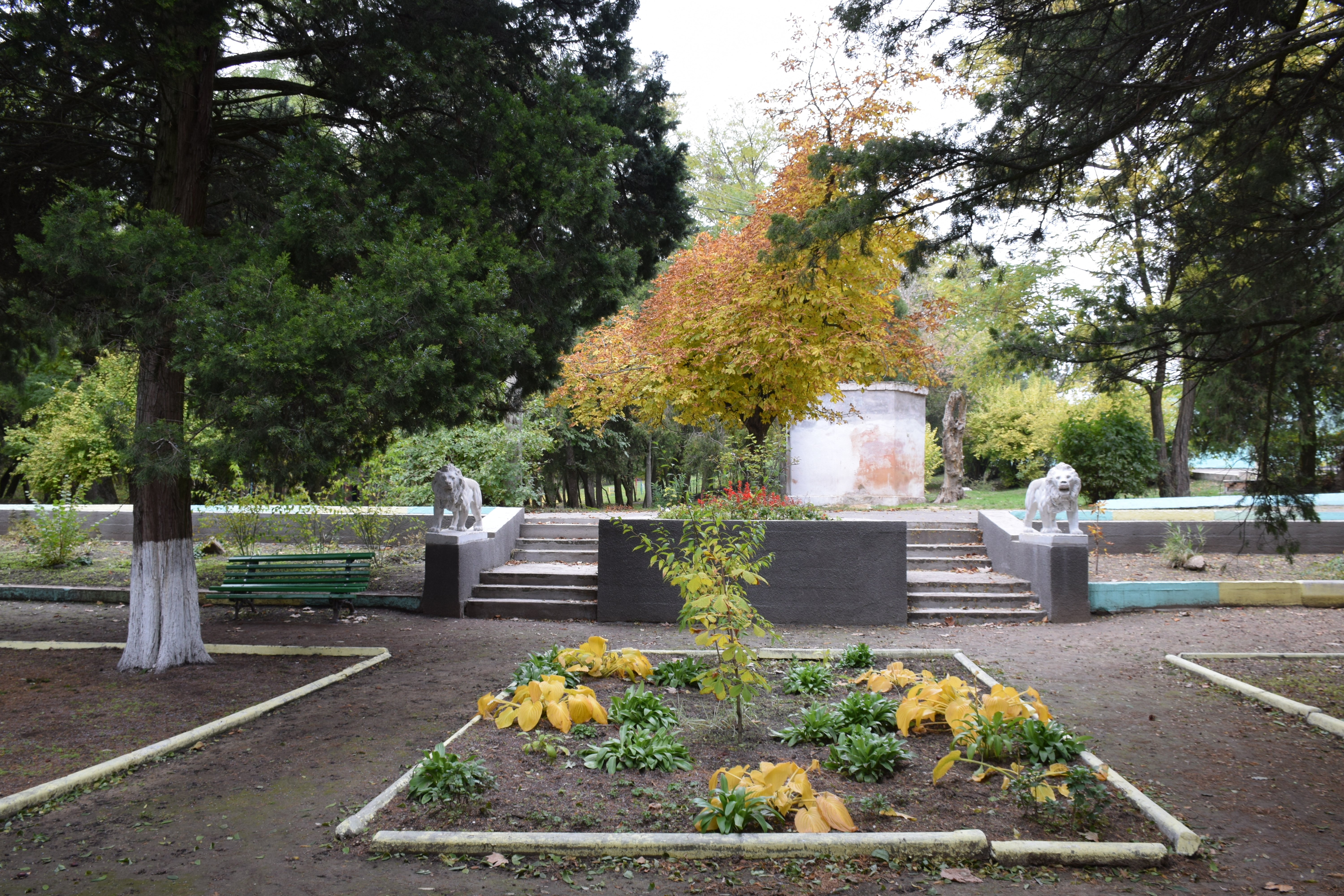
Осінь
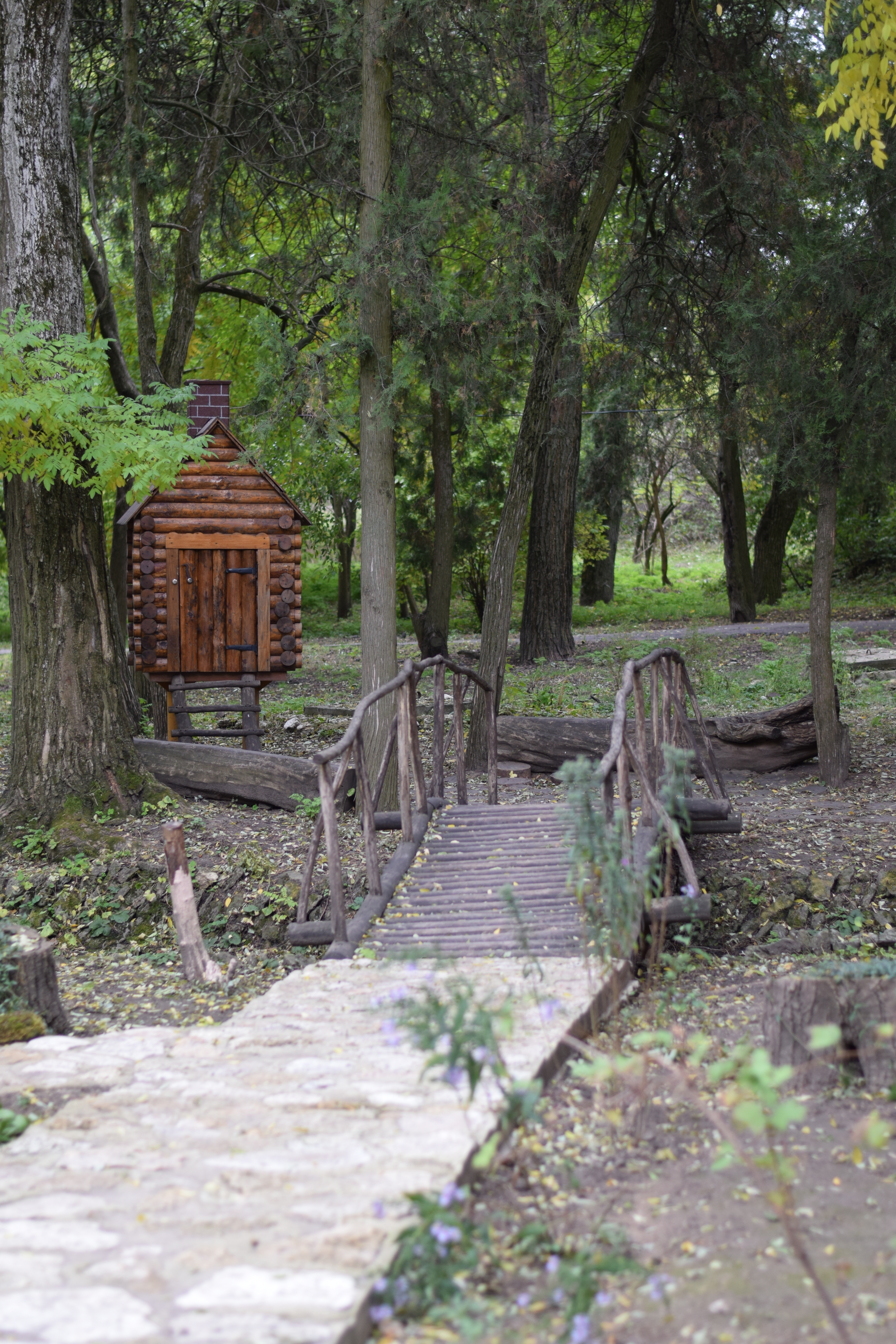
Місток, що веде до хатки на курячих ніжках
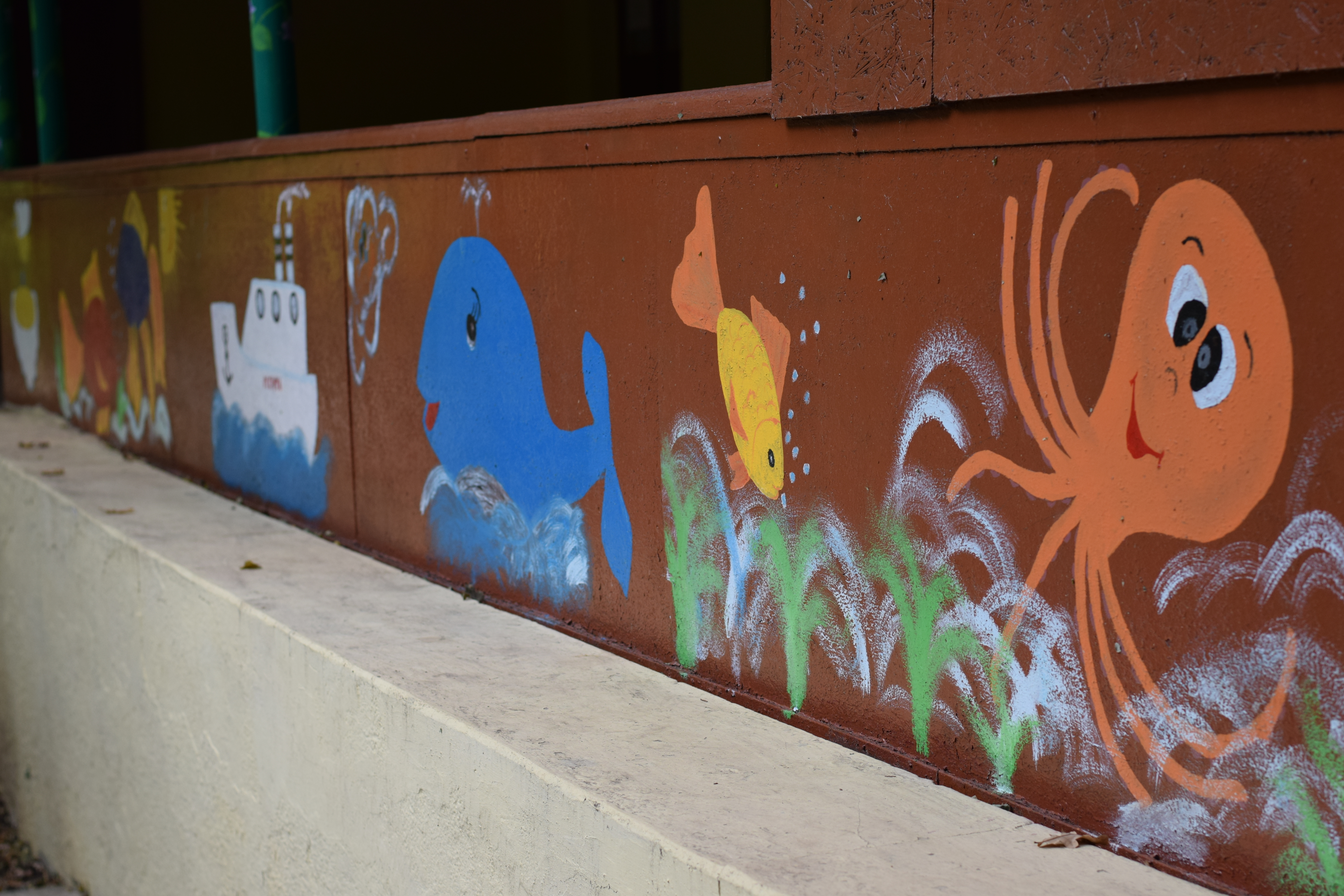
Веселі малюнки біля лікувального корпусу
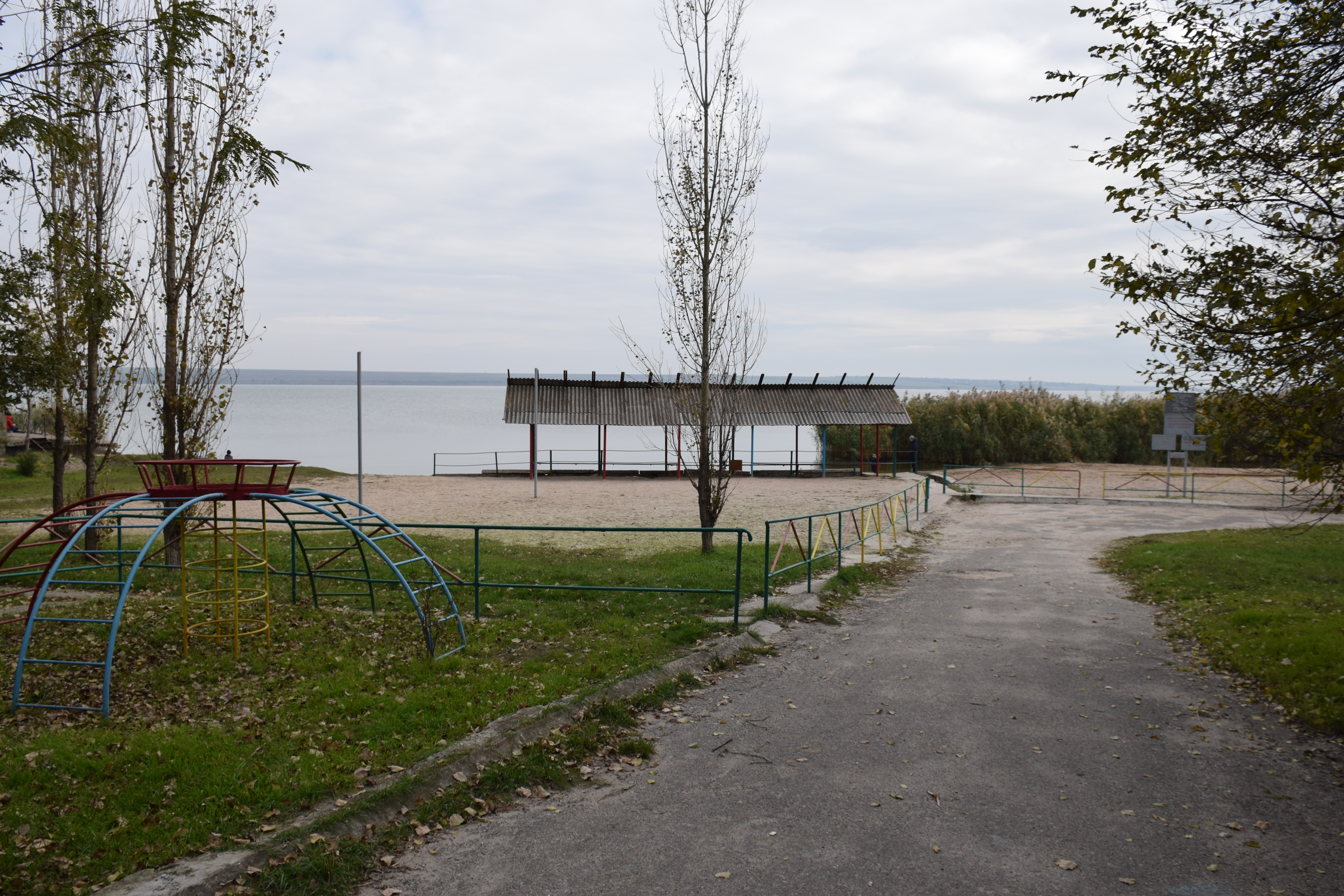
Дитячий майданчик на березі лиману